# 매켄지 위거
매켄지 위거(영어: MacKenzie Weegar, 1994년 1월 7일~)는 캐나다의 아이스하키 선수로 포지션은 수비수이다. 현재 내셔널 하키 리그(NHL)의 캘거리 플레임스 소속으로 뛰고 있다. 2013년 NHL 드래프트에서 플로리다 팬서스의 지명을 받았고 2017년부터 2022년까지 팬서스에서 뛰었다.
캐나다 아이스하키 국가대표팀의 일원으로 2023년 세계 선수권 대회에서 우승을 달성했다.